# Pakalukodes bimaculatus
Pakalukodes bimaculatus is een keversoort uit de familie molmkogeltjes (Corylophidae). De wetenschappelijke naam van de soort werd in 2001 gepubliceerd door Stanislaw Adam Ślipiński, Lawrence & Tomaszewska.